# 말괄량이 루시
《말괄량이 루시》는 닛폰 애니메이션이 제작한 일본의 TV 애니메이션이다. 1830년대 사우스오스트레일리아 주의 애들레이드를 무대로 한다. 필리스 피딩턴의 소설 남쪽 무지개를 원작으로 한다. 

## 등장인물

### 주인공 일가
- 루시 메이
- 케이트
- 클라라

장녀
- 벤
- 토브

막내
- 아버지
- 어머니

### 기타
- 패트윌

탐관오리
- 헤라클레스[1]

원주민